# Barnum (musical)
Barnum es un musical escrito por Mark Bramble, con letras de Michael Stewart y música de Cy Coleman. Está basado en la vida del empresario circense P. T. Barnum, y cubre un periodo de historia desde 1835 hasta 1880 en Estados Unidos y otros países a los que Barnum llevó sus espectáculos.  La producción combina elementos del musical tradicional con números de circo con malabaristas, trapecistas y payasos.

## Sinopsis
En el siglo XIX, Phineas Taylor (PT) Barnum comienza a implantar espectáculos circenses incluyendo la presencia de la mujer más anciana del mundo, Joice Heth. Su esposa Charity le insta a aceptar una empleo en una fábrica, pero Barnum se niega. Contrata payasos para que le ayuden a construir un museo en el que depositar su colección de circo. Barnum comienza a enamorarse de una de las estrellas de su circo, la cantante sueca de ópera Jenny Lind y abandona a su mujer para acompañar a Jenny en una gira. Sin embargo, recapacita y regresa con Charity a la que promete amor eterno. Su espectáculo se hace conocido en todos los Estados Unidos y más allá y, pese a las presiones, Barnum se niega a unirse a su rival James Anthony Bailey. Finalmente, tras la muerte de Charity termina cediendo y se une a Bailey, formando el famoso Ringling Brothers and Barnum & Bailey Circus.

## Canciones
| Acto I - "Overture Chase" - "There Is a Sucker Born Ev'ry Minute"--Barnum - "Humble Beginnings Chase" - "Thank God I'm Old"--Joice Heth y Tambourine Players - "The Colors of My Life Part I"--Barnum y Charity - "The Colors of My Life Part II" - "One Brick at a Time"--Charity, Barnum, y Bricklayers - "Museum Song"--Barnum - "Female of the Species Chase" - "I Like Your Style"--Barnum y Charity - "Bigger Isn't Better"--Tom Thumb - "Love Makes Such Fools of Us All"--Jenny Lind - "Midway Chase" - "Out There"--Barnum | Acto II - "Come Follow the Band"--Potomac Marching Band y Washingtonians - "Black and White"--Charity, Choir, Blues Singer, Barnum y Ciudadanos de Bridgeport - "The Colors of My Life (Reprise)"--Barnum y Charity - "The Prince of Humbug"--Barnum - "Join the Circus"--Bailey y Barnum - "Finale Chase" - "The Final Event: There Is A Sucker Born Ev'ry Minute" |

## Representaciones
Barnum se estrenó en el St. James Theatre de Broadway el 30 de abril de 1980 y se mantuvo en cartel hasta el 16 de mayo de 1982 tras 854 representaciones. Fue dirigido y coreografiado por Joe Layton, con diseño de escenarios por David Mitchell, vestuario de Theoni V. Aldredgee iluminación a cargo de Craig Miller. Fue interpretado por Jim Dale como P. T. Barnum, Glenn Close (Charity Barnum), Marianne Tatum (Jenny Lind), Terri White (Joice Heth) y Terrence Mann (Chester Lyman).
La producción del West End londinense comenzó el 11 de junio de 1981 y se mantuvo con 655 representaciones en el London Palladium. Michael Crawford y Deborah Grant encabezaron el reparto. 
En Madrid se estrenó el 28 de septiembre de 1984 en el Teatro Monumental, con dirección de Jaime Azpilicueta e interpretado por Emilio Aragón como Phineas Taylor Barnum, Clara Morales, María Fleta, Michelle McCain, Deborah Carter, Iñaqui Guevara, Marta Valverde, Toni Carrasco y Manuel Sabio.

## Premios
- Premios Tony
- Mejor Actor en un Musical (Dale)
- Mejor Diseño de Escenario
- Mejor Diseño de Vestuario